# 6062 Vespa
6062 Vespa eller 1983 JQ är en asteroid i huvudbältet som upptäcktes den 6 maj 1983 av den amerikanske astronomen Norman G. Thomas vid Anderson Mesa Station. Den är uppkallad efter skotern, Vespa.
Asteroiden har en diameter på ungefär 17 kilometer och den tillhör asteroidgruppen Themis.